# 長場 (新潟市)
長場（ながば）は、新潟県新潟市北区の町字。郵便番号は950-3338。

## 概要
1889年（明治22年）から現在の大字。駒林川流域に位置する。
もとは江戸時代から1889年（明治22年）まであった長場新田の区域の一部。はじめは長場新田と称したが、1955年（昭和30年）に長場に改称した。中世の城館跡として中世陶器片を出土する長場遺跡がある他、内城、外城、城の腰などの地名を有する。

### 隣接する町字
北から東回り順に、以下の町字と隣接する。
- 浦木
- 内沼
- 大月
- 里飯野
- 上堀田
- 十二
- 灰塚

## 歴史
一説には1687年（貞享4年）の検地とされる。

### 年表
- 1889年（明治22年）4月1日 : 合併により長場村の大字となる。
- 1901年（明治34年）11月1日 : 合併により長浦村の大字となる。
- 1959年（昭和34年）7月22日 : 合併により豊栄町の大字となる。
- 1970年（昭和45年）11月1日 : 豊栄町が市制を施行し、豊栄市の大字となる。
- 2005年（平成17年）3月21日 : 合併により新潟市の大字となる。
- 2007年（平成19年）4月1日 : 新潟市の政令指定都市移行により、北区の大字となる。

## 世帯数と人口
2018年（平成30年）1月31日現在の世帯数と人口は以下の通りである。
| 大字 | 世帯数  | 人口  |
| ---- | ------- | ----- |
| 長場 | 141世帯 | 401人 |

## 小・中学校の学区
市立小・中学校に通う場合、学区は以下の通りとなる。
| 番地 | 小学校               | 中学校             |
| ---- | -------------------- | ------------------ |
| 全域 | 新潟市立豊栄南小学校 | 新潟市立光晴中学校 |

## 主な企業・施設
- 新潟市立豊栄南小学校

## 交通

### 道路
県道
- 新潟県道15号新潟長浦水原線